# Ludwig von Günderrode

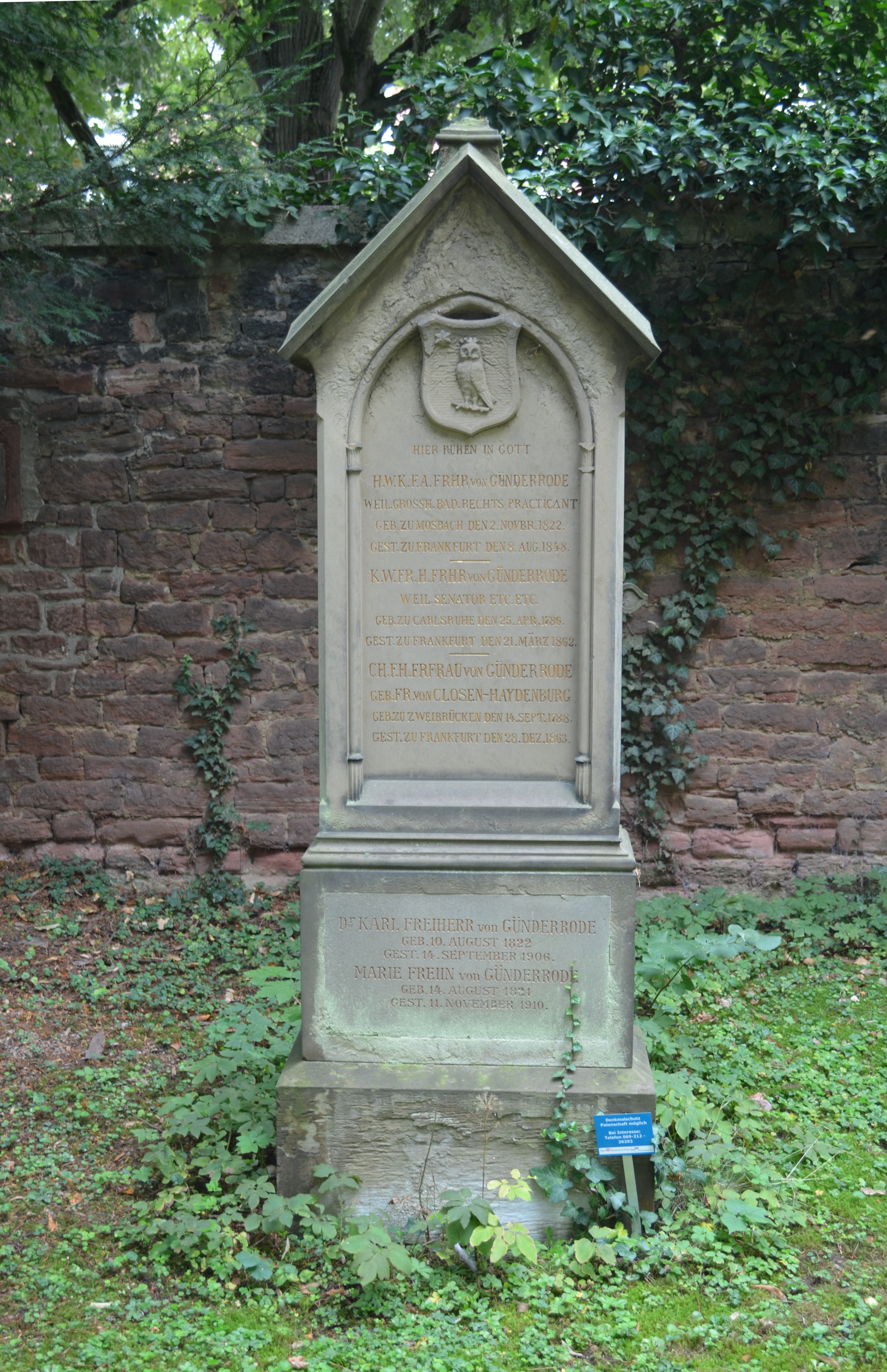
Grab von Ludwig von Günderrode auf dem Frankfurter Hauptfriedhof

Ludwig Franz Justinian Maximilian Anton Carl Freiherr von Günderrode (* 18. März 1763 in Saarbrücken; † 3. September 1841 in Frankfurt am Main) war Offizier, nassauischer Hofmarschall und Frankfurter Politiker.
Ludwig von Günderrode war der Sohn des Nassau-Saarbrückischen Geheimen Rates und Kammerpräsidenten in Saarbrücken Hieronymus Maximilian von Günderrode (1730–1777) und der Susanna Maria Elisabeth von Günderrode (1738–1776). Er heiratete in erster Ehe in Neusaarwerden am 3. Januar 1790 Eleonore Magdalena Sara von Almasy (Almassy) (* 21. Mai 1763; † 17. Juli 1792 in Frankfurt am Main), die Tochter des Königlich-Französischen Oberslieutenants Michael d’Almasy. Aus der Ehe gingen zwei Töchter hervor: Caroline von Günderrode (1790–1852) wurde im Jahr 1816 Stiftsdame, 1825 Dechantin und 1849 Pröpstin des Cronstettenstifts. Luise von Günderrode (1792–1862) wurde im Jahr 1819 ebenfalls Stiftsdame des Cronstettenstifts.
In zweiter Ehe heiratete Ludwig von Günderrode am 20. März 1801 in Frankfurt am Main Margarethe Helene von Stalburg (* 25. August 1768 in Frankfurt am Main; † 28. November 1823 ebenda), die Tochter des Johann Friedrich Maximilian von Stalburg (1736–1802), Bürgermeister der Stadt Frankfurt am Main, und der Margaretha Helena von Glauburg (1744–1769). Aus dieser Ehe gingen die Tochter Sophie (1802–1879) und der Sohn Carl Wilhelm Maximilian von Günderrode (1805–1825) hervor.
Ludwig von Günderrode schlug die Militärlaufbahn ein, kämpfte in französischen und nassauischen Diensten und stieg zum nassau-saarbrückischen Oberstleutnant auf. Im Jahr 1792 war er nassau-saarbrückischer Hofmarschall. 1793 ging er mit dem Fürsten Ludwig von Nassau-Saarbrücken in die Emigration nach Meiningen und Ansbach, 1797 siedelte er nach Frankfurt um.
In der Freien Stadt Frankfurt war Günderrode in den Jahren 1817, 1819 bis 1820, 1822 und 1825 Mitglied des Gesetzgebenden Körpers. Von 1817 bis 1841 war er Mitglied der Ständigen Bürgerrepräsentation, der er von 1825 bis 1840 als Senior und Direktor vorstand. Von 1819 bis 1825 gehörte er außerdem dem Stadtrechnungsrevisionskolleg an.
Ludwig von Günderrode starb 1841 in Frankfurt ist auf dem Frankfurter Hauptfriedhof begraben. Sein Grab steht unter Denkmalschutz.